# John Franklin-Myers
John Franklin-Myers (* 26. September 1996 in Los Angeles, Kalifornien) ist ein US-amerikanischer American-Football-Spieler auf der Position des Defensive Ends. Aktuell spielt er für die Denver Broncos in der National Football League (NFL).

## Frühe Jahre
Franklin-Myers wurde im kalifornischen Los Angeles geboren, zog jedoch bereits in jungen Jahren mit seiner Familie in die Umgebung von Dallas. Dort besuchte er die Greenville High School in Greenville, Texas, an der er in der Football-, Basketball- und Leichtathletikmannschaft aktiv war. In der Footballmannschaft kam er sowohl in der Offense als Runningback und Tight End als auch in der Defense als Defensive End zum Einsatz. Allerdings konnte auch er nicht verhindern, dass er mit seiner Highschoolmannschaft alle 40 Spiele, an denen er teilnahm, verlor. Franklin-Myers selbst war jedoch einer der herausragenden Spieler der Schule und wurde zweimal zum Defensive MVP gewählt, daneben erreichte er zweimal das First-Team All-District.
Nach seinem Highschoolabschluss erhielt Franklin-Myers trotz seiner persönlich guten Leistungen keine Stipendienangebote namhafter Universitäten. Deswegen entschied er sich, ein Stipendienangebot der Stephen F. Austin State University aus Nacogdoches, Texas anzunehmen. Dort kam er bereits in seinem Freshman-Jahr regelmäßig zum Einsatz und konnte in 8 Spielen 11 Tackles verzeichnen. Insgesamt kam er in 41 Spielen zum Einsatz und konnte dabei 130 Tackles sowie 17,5 Sacks verzeichnen. Er entwickelte sich zu einem der besten Spieler der Conference und wurde 2015 und 2017 ins Second-Team All-Southland-Conference, 2016 sogar ins First-Team All-Southland-Conference gewählt. Neben seinen guten Leistungen als Footballspieler fiel Franklin-Myers auch durch gute schulische Leistungen auf, so wurde er in allen drei Jahren ins Southland All-Academic-Team berufen sowie 2018 in die National Football Foundation Hampshire Honor Society aufgenommen.

## NFL

### Los Angeles Rams
Beim NFL-Draft 2018 wurde Franklin-Myers in der 4. Runde an 135. Stelle von den Los Angeles Rams ausgewählt. Sein NFL-Debüt gab er direkt am 1. Spieltag der Saison 2018 beim 33:13-Sieg der Rams gegen die Oakland Raiders, bei dem er 2 Tackles verzeichnen konnte. Am 4. Spieltag gelang ihm beim 38:31-Sieg gegen die Minnesota Vikings sein erster Sack in der NFL an Quarterback Kirk Cousins. Außerdem konnte er im gleichen Spielzug einen Fumble von Cousins erzwingen, den sein Teamkollege Ndamukong Suh recoverte, wodurch die Rams das Spiel gewannen. Bei der 6:15-Niederlage gegen die Chicago Bears gelang ihm erneut ein Sack, diesmal an Quarterback Mitchell Trubisky. Insgesamt kam Franklin-Myers in allen 16 Spielen der Regular Season der Rams zum Einsatz, jedoch stets als Backup, und konnte dabei 10 Tackles und 2 Sacks verzeichnen. Außerdem wurde er zum Rookie of the Year seiner Mannschaft gewählt. Da die Rams in dieser Saison 13 Spiele und somit die NFC West gewannen, konnten sie sich für die Playoffs qualifizieren. Dort gab Franklin-Myers beim 30:22-Sieg gegen die Dallas Cowboys in der 2. Runde sein Debüt. Im NFC Championship Game gegen die New Orleans Saints kam er erneut zum Einsatz und konnte dabei 2 Tackles verzeichnen. Die Rams gewannen das Spiel mit 26:23 und konnten sich somit für Super Bowl LIII gegen die New England Patriots qualifizieren. Auch in diesem Spiel kam Franklin-Myers zum Einsatz. Es gelang ihm sogar, kurz vor Ende des 1. Quarters den Quarterback der Patriots, Tom Brady, zu sacken und einen Fumble zu erzwingen, welcher jedoch vom Center der Patriots, David Andrews, recovert wurde. Am Ende verloren die Rams das Spiel mit 3:13.
In der Saisonvorbereitung für die Saison 2019 konnte Franklin-Myers allerdings nicht mehr überzeugen und wurde so am 31. August 2019 gewaived.

### New York Jets
Am 1. September 2019 wurde Franklin-Myers über das Waiver-System von den New York Jets beansprucht. Die Saison 2019 verpasste er jedoch verletzungsbedingt komplett. So gab er sein Debüt für die New York Jets erst am 2. Spieltag der Saison 2020 bei der 13:31-Niederlage gegen die San Francisco 49ers, bei der er außerdem einen Tackle verzeichnete. Seinen ersten Sack für die Jets erreichte er am 5. Spieltag bei der 10:30-Niederlage gegen die Arizona Cardinals an Kyler Murray. Bei der 9:35-Niederlage gegen die Kansas City Chiefs am 8. Spieltag war er zum ersten Mal in seiner Karriere Starter in einem NFL-Spiel und konnte dabei 3 Tackles verzeichnen. Außerdem gelang ihm am 15. Spieltag beim 23:20-Sieg gegen sein altes Team, die Los Angeles Rams, ein Sack an Jared Goff.
In der Saison 2021 wurde er zum Stammspieler für die Jets und konnte durch gute Leistungen überzeugen. So konnte er bei der 0:26-Niederlage gegen die Denver Broncos am 3. Spieltag insgesamt 5 Tackles verzeichnen, bis zur folgenden Saison seine Karrierehöchstleistung. Am 7. Oktober 2021 verlängerte er seinen Vertrag bei den Jets um vier Jahre. Beim 21:14-Sieg gegen die Houston Texans am 12. Spieltag gelangen ihm sogar 2 Sacks an Quarterback Tyrod Taylor. Des Weiteren konnte er zu Beginn des 1. Quarters eine Interception nach einem Wurf von Taylor verzeichnen, die erste seiner Karriere. Insgesamt kam Franklin-Myers in der Saison in 16 Spielen als Starter zum Einsatz, nur den 26:21-Sieg gegen die Jacksonville Jaguars am 16. Spieltag verpasste er. Mit sechs Sacks gelangen ihm in der Saison gemeinsam mit Quinnen Williams die meisten Sacks aller Spieler der Jets.
In der Saison 2022 kehrte er als Stammspieler als Defensive End bei den Jets zurück. Beim 24:20-Sieg gegen die Pittsburgh Steelers am 4. Spieltag konnte er insgesamt sieben Tackles verzeichnen und somit seine bisherige Karrierebestleistung aus der Vorsaison übertreffen. Mit insgesamt fünf Sacks hatte er in der Saison die drittmeisten bei den Jets hinter Quinnen Williams und Carl Lawson. In der Saison 2023 kam er wie auch in der Saison 2022 in allen 17 Saisonspielen als Starter zum Einsatz, konnte jedoch nicht ganz an die statistischen Werte der Vorsaison anknüpfen.

### Denver Broncos
Im April 2024 gaben die Jets Franklin-Myers im Austausch gegen einen Sechstrundenpick 2026 an die Denver Broncos ab.

## Karrierestatistiken
| Legende | Legende            |
| ------- | ------------------ |
| Fett    | Karrierehöchstwert |

### Regular Season
| Saison                             | Team             | Spiele | Spiele  | Tackles      | Tackles      | Tackles      | Tackles      | Interceptions | Interceptions | Interceptions | Interceptions | Interceptions | Interceptions | Fumbles      | Fumbles      | Fumbles      |
| Saison                             | Team             | Gesamt | Starter | Gesamt       | Solo         | Assist       | Sack         | PD            | Int           | Yards         | Avg           | Lang          | TD            | FF           | FR           | TD           |
| ---------------------------------- | ---------------- | ------ | ------- | ------------ | ------------ | ------------ | ------------ | ------------- | ------------- | ------------- | ------------- | ------------- | ------------- | ------------ | ------------ | ------------ |
| 2018                               | Rams             | 16     | 0       | 10           | 6            | 4            | 2,0          | 0             | 0             | 0             | 0,0           | 0             | 0             | 1            | 1            | 0            |
| 2019                               | Jets             | 0      | 0       | Ohne Einsatz | Ohne Einsatz | Ohne Einsatz | Ohne Einsatz | Ohne Einsatz  | Ohne Einsatz  | Ohne Einsatz  | Ohne Einsatz  | Ohne Einsatz  | Ohne Einsatz  | Ohne Einsatz | Ohne Einsatz | Ohne Einsatz |
| 2020                               | Jets             | 15     | 2       | 19           | 8            | 11           | 3,0          | 2             | 0             | 0             | 0,0           | 0             | 0             | 0            | 2            | 0            |
| 2021                               | Jets             | 16     | 16      | 35           | 17           | 18           | 6,0          | 1             | 1             | 32            | 32,0          | 32            | 0             | 1            | 0            | 0            |
| 2022                               | Jets             | 17     | 17      | 38           | 16           | 22           | 5,0          | 1             | 0             | 0             | 0,0           | 0             | 0             | 0            | 0            | 0            |
| 2023                               | Jets             | 17     | 17      | 33           | 15           | 18           | 3,5          | 3             | 0             | 0             | 0,0           | 0             | 0             | 0            | 0            | 0            |
| 2024                               | Broncos          | 17     | 16      | 40           | 18           | 22           | 7,0          | 3             | 0             | 0             | 0,0           | 0             | 0             | 0            | 0            | 0            |
| Gesamte Karriere                   | Gesamte Karriere | 98     | 68      | 175          | 80           | 95           | 26,5         | 10            | 1             | 32            | 32,0          | 32            | 0             | 2            | 3            | 0            |
| Quelle: pro-football-reference.com |                  |        |         |              |              |              |              |               |               |               |               |               |               |              |              |              |

### Postseason
| Saison                             | Team             | Spiele | Spiele  | Tackles | Tackles | Tackles | Tackles | Tackles | Interceptions | Interceptions | Interceptions | Interceptions | Interceptions | Interceptions | Fumbles | Fumbles | Fumbles |
| Saison                             | Team             | Gesamt | Starter | Gesamt  | Solo    | Assist  | Sack    | Safety  | PD            | Int           | Yards         | Avg           | Lang          | TD            | FF      | FR      | TD      |
| ---------------------------------- | ---------------- | ------ | ------- | ------- | ------- | ------- | ------- | ------- | ------------- | ------------- | ------------- | ------------- | ------------- | ------------- | ------- | ------- | ------- |
| 2018                               | Rams             | 3      | 0       | 3       | 2       | 1       | 1,0     | 0       | 0             | 0             | 0             | 0,0           | 0             | 0             | 1       | 0       | 0       |
| Gesamte Karriere                   | Gesamte Karriere | 3      | 0       | 3       | 2       | 1       | 1,0     | 0       | 0             | 0             | 0             | 0,0           | 0             | 0             | 1       | 0       | 0       |
| Quelle: pro-football-reference.com |                  |        |         |         |         |         |         |         |               |               |               |               |               |               |         |         |         |